# حلبا
حلبا (به عربی: حلبا) یک منطقهٔ مسکونی در لبنان است که در استان شمالی لبنان واقع شده‌است.

## خصوصیات
حلبا ۱۶۷ متر بالاتر از سطح دریا واقع شده‌است.